# Flugplatz Hirzenhain

i7
i11
i13
Der Flugplatz Hirzenhain (ICAO-Code: EDFI) ist ein Sonderlandeplatz in Eschenburg-Hirzenhain im Lahn-Dill-Kreis, Hessen.
Betrieben wird der Flugplatz vom Segelflieger-Club HiHai e. V. und wird in erster Linie für den Segelflug genutzt. Darüber hinaus sind zugelassen:
- Motorflugzeuge (bis 2000 kg)
- Motorsegler
- Modellflugzeuge

## Geschichte
Als 1961 der seit den 1920er Jahren bestehende Hirzenhainer Flugplatz am „Eiershäuser Hang“ aus Sicherheitsgründen geschlossen wurde, begann man mit der Planung für einen neuen Flugplatz auf der anderen Seite des Dorfes. 1964 wurde mit dem Bau auf der „Großen Viehweide“ begonnen. Wegen vieler unerwarteter Schwierigkeiten wurde der Flugplatz dann Ende 1965 mit Hilfe einer amerikanischen Pionier-Einheit fertiggestellt. Die offizielle Einweihung erfolgte 1966.

## Lage und Anfahrt
Der Flugplatz liegt auf einem Hochplateau des Gladenbacher Berglands auf ca. 520 Metern Höhe. Die Landesstraße L3043 führt direkt am Platz vorbei. Die Autobahn-Anschlussstelle Dillenburg an der A 45 ist ca. 14 km entfernt.